# Contea di Suide
La contea di Suide (绥德县S, Suídé XiànP) è una contea della Cina, situata nella provincia dello Shaanxi e amministrata dalla prefettura di Yulin.